# Аугустинссон, Людвиг
Ханс Карл Лю́двиг Аугу́стинссон (швед. Hans Carl Ludwig Augustinsson; род. 21 апреля 1994, Стокгольм, Швеция) — шведский футболист, защитник клуба «Андерлехт» и сборной Швеции. Участник чемпионата Европы 2016 и чемпионата мира 2018 годов.
Младший брат Людвига — Юнатан, также является профессиональным футболистом.

## Клубная карьера
Аугустинссон — воспитанник академии клуба «Броммапойкарна». 20 августа 2011 года в матче против «Эстер» он дебютировал в Суперэттане. 8 апреля 2012 года в поединке против «Ландскруны» Людвиг забил свой первый гол за клуб.
В начале 2013 года Аугустинссон перешёл в «Гётеборг». Сумма трансфера составила 350 тыс. евро. В самом начале сезоне он получил травму колена. 25 августа в матче против «Мальмё» Людвиг дебютировал в Аллсвенскан лиге. В том же году он выиграл Кубок Швеции. В начале 2015 года Аугустинссон перешёл во датский «Копенгаген». 22 февраля в матче против «Вестшелланна» он дебютировал в датской Суперлиге. В этом же поединке Людвиг забил свой первый гол за новый клуб. В этом же году он стал обладателем Кубка Дании.
Летом 2017 года Аугустинссон перешёл в немецкий «Вердер». В матче против «Хоффенхайма» он дебютировал в Бундеслиге. 11 февраля 2018 года в поединке против «Вольфсбурга» Людвиг забил свой первый гол за «Вердер». 6 июля 2020 года «Вердер» сыграл с «Хайденхаймом» в ответном матче плей-офф за место сохранения в Бундеслиге, сыграв в первом матче 0:0. На 90+4 минуте Аугустинссон забил и вывел «Вердер» вперёд 2:1. Матч закончился 2:2, и «Вердер» остался в Бундеслиге, благодаря голу на выезде.
15 августа 2021 года перешёл в «Севилью».

## Карьера в сборной
15 января 2015 года в товарищеском матче против сборной Кот-д’Ивуара Людвиг дебютировал за сборную Швеции.
В 2015 году в составе молодёжной сборной Швеции Аугустинссон выиграл молодёжный чемпионат Европы в Чехии. На турнире он сыграл в матчах против сборных Дании, Италии, Англии и дважды Португалии.
Летом 2016 года Людвиг попал в заявку сборной на участие в чемпионате Европы во Франции. На турнире он был запасным и на поле не вышел. В 2018 году Аугустинссон принял участие в чемпионате мира в России. На турнире он сыграл в матчах против команд Южной Кореи, Германии, Мексики, Швейцарии и Англии. В поединке против мексиканцев Аугустинссон забил свой первый гол за национальную команду.

### Голы за сборную Швеции
| # | Дата          | Место                                  | Противник | Счёт | Результат | Соревнование                       |
| - | ------------- | -------------------------------------- | --------- | ---- | --------- | ---------------------------------- |
| 1 | 27 июня 2018  | Центральный, Екатеринбург, Россия      | Мексика   | 0:1  | 0:3       | Чемпионат мира 2018                |
| 2 | 21 марта 2021 | Стадион Фадиль Вокри, Приштина, Косово | Косово    | 0:3  | 0:3       | Чемпионат мира 2022 (квалификация) |

## Достижения
«Гётеборг»
- Обладатель Кубка Швеции: 2012/13

«Копенгаген»
- Чемпион Дании: 2015/16
- Обладатель Кубка Дании: 2014/15, 2015/16

Сборная Швеции (до 21 года)
- Чемпион Европы среди молодёжных команд: 2015